# Classique Paul Hunter de snooker 2012
Le Classique Paul Hunter 2012 est un tournoi de snooker classé mineur, qui s'est déroulé du 23 au 26 août 2012 au StadtHalle à Fürth en Allemagne. Il est sponsorisé par Arcaden.

## Déroulement
Il s'agit de la quatrième épreuve du Championnat européen des joueurs, une série de tournois disputés en Europe (10 épreuves) et en Asie (3 épreuves), lors desquels les joueurs doivent accumuler des points afin de se qualifier pour la grande finale à Galway.
L'événement compte un total de 212 participants, dont 128 ont atteint le tableau final. Le vainqueur remporte une prime de 12 000 €.
Mark Selby défend son titre avec succès en battant le Nord-Irlandais Joe Swail en finale par 4 manches à 1. Swail a atteint la finale alors même qu'il n'a pas sa carte sur le circuit professionnel. Sa demi-finales face à Barry Hawkins a été particulièrement serrée, puisque tout s'est décidé sur la dernière bille noire que Swail a empoché avec une bande.
Le meilleur break du tournoi est un break maximum réalisé par Ken Doherty au 1er tour contre un joueur amateur Allemand.

## Dotation
La répartition des prix est la suivante :
- Vainqueur : 12 000 €
- Finaliste : 6 000 €
- Demi-finaliste : 3 000 €
- Quart de finaliste : 2 000 €
- 8èmes de finale : 1 250 €
- 16èmes de finale : 750 €
- Deuxième tour : 500 €
- Dotation totale : 70 000 €

## Phases finales
|  | Quarts de finale au meilleur des 7 manches | Quarts de finale au meilleur des 7 manches | Quarts de finale au meilleur des 7 manches |           |               | Demi-finales au meilleur des 7 manches | Demi-finales au meilleur des 7 manches | Demi-finales au meilleur des 7 manches |  |  | Finale au meilleur des 7 manches | Finale au meilleur des 7 manches | Finale au meilleur des 7 manches |
|  |                                            |                                            |                                            |           |               |                                        |                                        |                                        |  |  |                                  |                                  |                                  |
|  |                                            | Ryan Day                                   | 1                                          |           |               |                                        |                                        |                                        |  |  |                                  |                                  |                                  |
|  |                                            | Pankaj Advani                              | 4                                          |           |               |                                        |                                        |                                        |  |  |                                  |                                  |                                  |
|  |                                            | Pankaj Advani                              | 4                                          |           | Pankaj Advani | 2                                      |                                        |                                        |  |  |                                  |                                  |                                  |
|  |                                            |                                            |                                            |           | Pankaj Advani | 2                                      |                                        |                                        |  |  |                                  |                                  |                                  |
|  |                                            |                                            | Mark Selby                                 | 4         |               |                                        |                                        |                                        |  |  |                                  |                                  |                                  |
|  |                                            | Ken Doherty                                | Mark Selby                                 | 4         | 0             |                                        |                                        |                                        |  |  |                                  |                                  |                                  |
|  |                                            | Ken Doherty                                |                                            |           | 0             |                                        |                                        |                                        |  |  |                                  |                                  |                                  |
|  |                                            | Mark Selby                                 | 4                                          |           |               |                                        |                                        |                                        |  |  |                                  |                                  |                                  |
|  |                                            |                                            |                                            |           |               |                                        |                                        |                                        |  |  |                                  | Mark Selby                       | 4                                |
|  |                                            |                                            |                                            | Joe Swail | 1             |                                        |                                        |                                        |  |  |                                  |                                  |                                  |
|  |                                            | Andrew Norman                              | 3                                          |           |               |                                        |                                        |                                        |  |  |                                  |                                  |                                  |
|  |                                            | Joe Swail                                  | 4                                          |           |               |                                        |                                        |                                        |  |  |                                  |                                  |                                  |
|  |                                            | Joe Swail                                  | 4                                          |           | Joe Swail     | 4                                      |                                        |                                        |  |  |                                  |                                  |                                  |
|  |                                            |                                            |                                            |           | Joe Swail     | 4                                      |                                        |                                        |  |  |                                  |                                  |                                  |
|  |                                            |                                            | Barry Hawkins                              | 3         |               |                                        |                                        |                                        |  |  |                                  |                                  |                                  |
|  |                                            | Michael White                              | Barry Hawkins                              | 3         | 1             |                                        |                                        |                                        |  |  |                                  |                                  |                                  |
|  |                                            | Michael White                              |                                            |           | 1             |                                        |                                        |                                        |  |  |                                  |                                  |                                  |
|  |                                            | Barry Hawkins                              | 4                                          |           |               |                                        |                                        |                                        |  |  |                                  |                                  |                                  |

## Finale
| Finale au meilleur des 7 manches Arbitre : Thorsten Mueller |                          |                           |
| Mark Selby Angleterre                                       | 4 - 1 ( - )              | Joe Swail Irlande du Nord |
| 0 85                                                        | Centuries Meilleur break | 0 89                      |
| Mark Selby remporte le Classique Paul Hunter 2012           |                          |                           |